# Johannes Kröll
Johannes Kröll est un skieur alpin autrichien, né le 27 mars 1991.

## Biographie
Il est sélectionné en équipe d'Autriche à partir de la saison 2008-2009 en prenant part à la Coupe d'Europe. Il est notamment quatrième du super G aux Championnats du monde junior 2011.
En mars 2011, il participe à sa première épreuve en Coupe du monde à la descente de Kvitfjell. Il marque ses premiers points en novembre 2012 en terminant quinzième à la descente de Lake Louise. Quelques semaines plus tard, il se classe dixième à Garmisch-Partenkirchen, son meilleur résultat dans l'élite.

## Famille
Son oncle Klaus Kröll est un champion de ski alpin.

## Palmarès

### Coupe du monde
- Meilleur classement général : 89e en 2013.
- Meilleur résultat : 10e.

#### Différents classements en Coupe du monde
| Année/Classement | Année/Classement | Général | Général | Descente | Descente | Slalom | Slalom | Slalom géant | Slalom géant | Super G | Super G | Combiné | Combiné |
| ---------------- | ---------------- | ------- | ------- | -------- | -------- | ------ | ------ | ------------ | ------------ | ------- | ------- | ------- | ------- |
| Année/Classement | Année/Classement | Class.  | Points  | Class.   | Points   | Class. | Points | Class.       | Points       | Class.  | Points  | Class.  | Points  |
| 2013             | 2013             | 89e     | 42      | 36e      | 42       | -      | -      | -            | -            | -       | -       | -       | -       |
| 2016             | 2016             | 130e    | 14      | 49e      | 12       | -      | -      | -            | -            | 58e     | 2       | -       | -       |
| 2018             | 2018             | 95e     | 43      | 30e      | 43       | -      | -      | -            | -            | -       | -       | -       | -       |
| 2019             | 2019             | 99e     | 45      | 35e      | 36       | -      | -      | -            | -            | 48e     | 9       | -       | -       |

### Coupe d'Europe
- Vainqueur du classement de la descente en 2012.
- 6 victoires en descente.

### Championnats d'Autriche
- Vainqueur de la descente en 2013.